# Tommy Sheppard

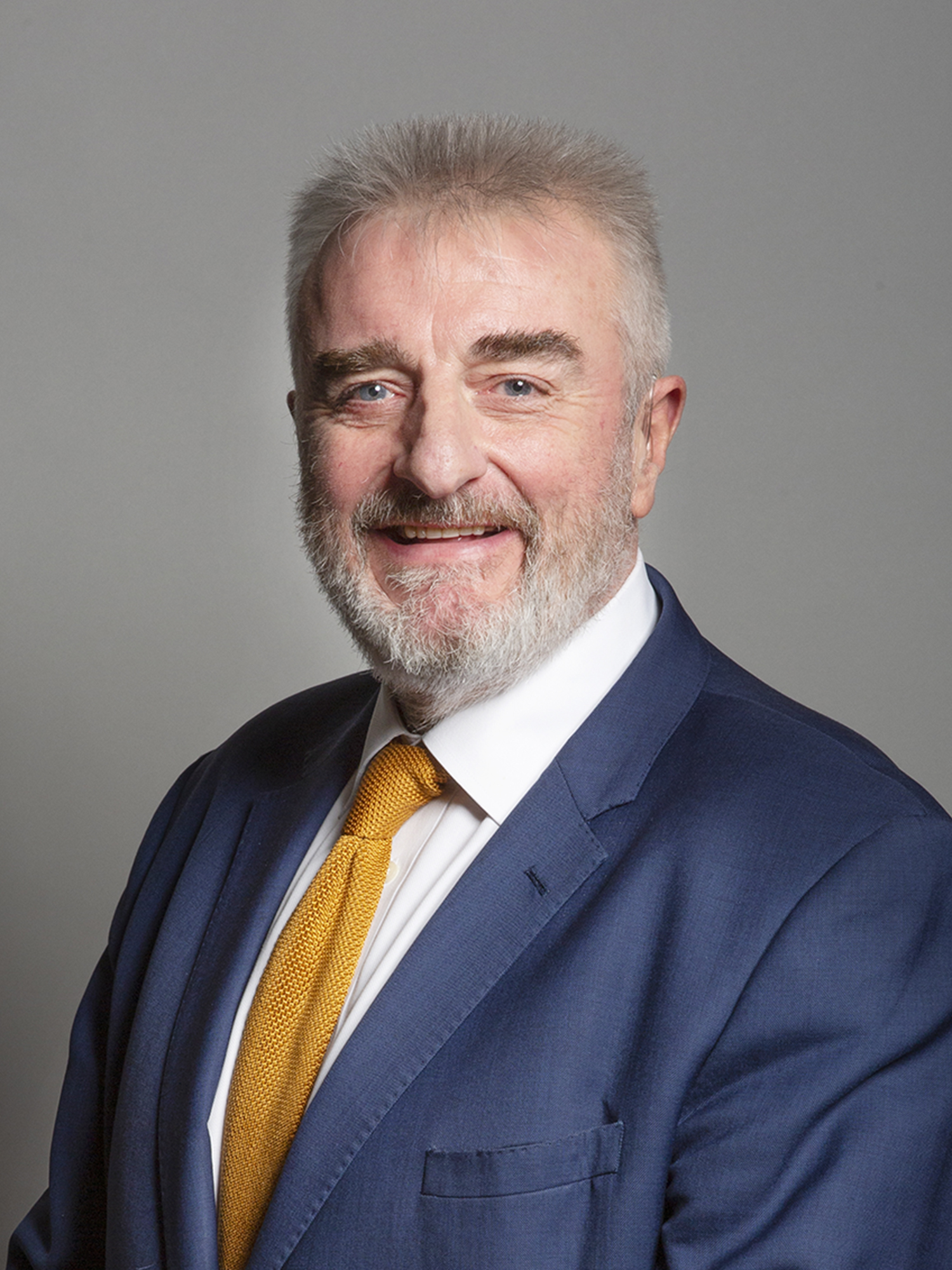
Tommy Sheppard (2017)

Tommy Sheppard (* 6. März 1959 in Coleraine) ist ein schottischer Politiker der Scottish National Party (SNP).

## Leben
Sheppard wurde 1959 im nordirischen Coleraine geboren. Er besuchte die dortigen Grund- und weiterführenden Schulen und wechselte dann an die Universität Aberdeen, um ein Medizinstudium aufzunehmen. Er erwarb schließlich einen Abschluss in Politikwissenschaften und Soziologie. 1982 wurde er zum Vizepräsidenten der National Union of Students gewählt. Im selben Jahr zog er nach London und kehrte erst 1993 wieder nach Schottland zurück. Er lebt in Edinburgh.

## Politischer Werdegang
1979 trat Sheppard in die Labour Party ein und wurde 1986 in den Bezirksrat von Hackney gewählt. Vier Jahre später wurde er zum stellvertretenden Ratsvorsitzenden ernannt. Nach seiner Rückkehr nach Schottland fungierte Sheppard als Assistent des Generalsekretärs der Scottish Labour Party unter John Smith. Er gilt als eine der Schlüsselfiguren für die Wahlerfolge der Labour Party bei den Unterhauswahlen 1997 in Schottland. Nach eigenem Bekunden war es Tony Blair, der ihm den Rücktritt von seinem Posten nahelegte.
Nachdem Sheppard bereits lange Zeit für die Befürwortung des Referendums zur schottischen Unabhängigkeit geworben hatte, trat er im September 2014 in die SNP ein. Bei den britischen Unterhauswahlen 2015 kandidierte er für die SNP im Wahlkreis Edinburgh East. Er trat dabei unter anderem gegen die Labour-Abgeordnete Sheila Gilmore an, welche den Wahlkreis seit 2010 im britischen Unterhaus vertrat. Nach massiven Stimmgewinnen der SNP bei diesen Wahlen erreichte Sheppard mit 49,2 % den höchsten Stimmenanteil und zog in der Folge erstmals in das House of Commons ein. Dort ist er Mitglied des Committee on Standards. Trotz Stimmverlusten behauptete Sheppard bei den vorgezogenen Unterhauswahlen 2017 sein Mandat.